# Bloodride
Bloodride è una serie televisiva norvegese creata da Kjetil Indregard e Atle Knudsen, uscita per Netflix nel 2020.

## Trama
La serie segue le vicende di un gruppo di persone accomunate solo dal fatto che viaggiano sullo stesso inquietante bus. Ogni puntata racconta la vicenda di un gruppo di passeggeri, miscelando un sottile black humor all' inquietudine e al sovrannaturale.

## Episodi
La prima stagione è composta da 6 episodi, ognuno con una storia indipendente.

## Distribuzione
Il primo trailer è stato pubblicato 3 il marzo 2020. La serie è stata rilasciata interamente da Netflix il 16 marzo 2020.